# Ralph Assheton (1er baron Clitheroe)
Pour les articles homonymes, voir Ralph Assheton.
Ralph Assheton (24 février 1901 - 18 septembre 1984), est un aristocrate et homme politique anglais.

## Biographie
Assheton est né le 24 février 1901 fils de Ralph Assheton, 1er baronnet (1860–1955), et de Mildred Estelle Sybella Master (1884–1949). Il fait ses études à la Summer Fields School et au Collège d'Eton.
Assheton est député de Rushcliffe de 1934 à 1945, de la City de Londres de 1945 à 1950 et de Blackburn West de 1950 à 1955. Dans le gouvernement de guerre sous Winston Churchill, il est ministre des Approvisionnements en 1942 et Secrétaire financier du Trésor de 1942 à 1944. Il est admis au Conseil privé dans les honneurs du Nouvel An de 1944, et est président du Parti conservateur de 1944 à 1946.
Après s'être retiré de la Chambre des communes à l'élection générale de 1955, il est élevé à la pairie en tant que baron Clitheroe, de Downham dans le comté Palatin de Lancaster, le 21 juin 1955. Il succède à son père comme 2e baronnet le 21 septembre 1955. Il est nommé lieutenant adjoint du Lancashire le 16 novembre 1955. Il est ensuite Lord Lieutenant du Lancashire, de 1971 à 1976. Il est nommé à l'Ordre royal de Victoria comme chevalier commandant en 1977 à sa retraite du Conseil du duché de Lancastre.

## Famille
Il épouse Sylvia Benita Frances Hotham, fille de Frederick William Hotham, 6e baron Hotham (1863–1923), le 24 janvier 1924. Ils ont quatre enfants:
- Anne Assheton (née et décédée le 22 décembre 1924)
- Bridget Assheton (née le 20 août 1926, décédée le 22 mai 2004). Épouse Marcus Worsley, baronnet, frère de Katharine, duchesse de Kent
- Ralph Assheton (2e baron Clitheroe) (né le 3 novembre 1929)
- Nicholas Assheton, (né le 23 mai 1934, décédé le 27 novembre 2012) Trésorier de la reine Elizabeth, la reine mère de 1998 à sa mort en 2002.

Lord Clitheroe est décédé en 1984.